# Jakob Herman Anrep
Jakob Herman Anrep, född 8 februari 1742 på Hjälmarsberg, Knista socken, död 8 december 1826 på Lekeberga, Knista socken, var en svensk militär och hovjägmästare.
Anrep antogs i krigstjänst 1757 och följde som 15-åring med sin far i Pommerska kriget. Han blev kvartermästare vid Livregementet till häst. Han förflyttades till Östgöta kavalleriregemente där han blev kornett 1758 och löjtnant 1766. Han erhöll avsked 1772 med ryttmästares namn, heder och värdighet och fortsatte som hovjägmästare från 1802. Från sina syskon löste han in Lekeberga vid faderns frånfälle 1764 och han sålde det vidare 1810 till sin yngste bror kaptenen Johan Vilhelm Anrep (1764-1848) och var därefter fram till 1820 bosatt på Holmtorp i Hidinge socken. Anrep var en driftig jordbrukare och var en av stiftarna av Örebro hushållningssällskap 1803. Efter ett förordnande från landshövding Salomon Löfvenskiöld anställdes han 1801–1804 vid jägarstaten inom Örebro län, där han var ledare för den jakt som bedrevs på rovdjur samt chef för de skogsundersökningar och inventeringar som genomfördes på allmänningarna.
Han var son till major Jakob Reinhold Anrep (1705-1764) och Ebba Charlotta Åkerhielm (1721-1804) samt dotterson till bergsrådet Jakob Hertzen, adlad och adopterad Åkerhielm. Han var från 1770 gift med sin halvsyssling Catharina Linroth (1746-1819) som var dotter till översten Carl Linroth (1712-1792). Äktenskapet upplöstes 1796. Utom äktenskapet blev han far till soldaten Jacob Fjug som avled som krigsfånge i Italien. Anrep är begravd i Kils kyrka.